# Mycorhynchidium saccatum
Mycorhynchidium saccatum är en svampart som beskrevs av Malloch & Cain 1971. Mycorhynchidium saccatum ingår i släktet Mycorhynchidium och familjen Pyxidiophoraceae.   Inga underarter finns listade i Catalogue of Life.